# Håndholdt kameraføring
Håndholdt kameraføring er den mest simple og umiddelbare teknik, fotografen kan bruge i et mobilt optagelsesforløb. Fotografen kan have kameraet til at hvile på skulderen eller vælge håndgrebet på toppen af kameraet. Det håndholdte billede præges af et råt og sitrende udtryk, fordi bevægelserne aldrig har den ro og præcision som f.eks. i dollysystemet. Til gengæld er det en meget hurtig og mobil teknik, der kan komme frem overalt og følge skuespillerne under selv de mest umulige forhold.